# Ladies First (film, 2017)
Pour les articles homonymes, voir Ladies First.
Pour plus de détails, voir Fiche technique et Distribution.
Ladies First est un film documentaire indien réalisé par Uraaz Bahl et Shaana Levy Bahl. Le film relate la vie et la carrière de l'archère indienne Deepika Kumari, de son enfance dans la province de Jharkhand, jusqu'à sa participation aux Jeux Olympiques de 2016.
Le tournage a commencé avant les Jeux Olympiques de 2016 et a duré trois ans. Ladies First a été mis à disposition sur Netflix le 8 mars 2018, à l'occasion de la Journée internationale des femmes. Il s'agit du premier documentaire de Netflix qui est produit en Inde et qui sort avec les sous-titres de 28 langues différentes.

## Fiche technique
- Titre original : Ladies First
- Titre français : Une femme d'abord
- Réalisation : Uraaz Bahl Shaana Levy Bahl
- Sociétés de production : Netflix
- Pays d'origine :  Inde
- Langue originale : Hindi
- Genres : Film documentaire
- Durée : 40 minutes
- Date de sortie : 7 juillet 2017

## Production
Uraaz Bahl et sa femme Shaana Levy Bahl ont lu un article à propos de Deepika Kumari. Shaana a alors déclaré à propos de son époux : "Il y avait quelque chose dans sa lutte qui a touché une corde sensible chez Uraaz.". Ils ont alors décidé de réaliser un documentaire sur sa vie. Deepika Kumari n'était au début pas intéressée et a déclaré que : "C'était si près des Jeux Olympiques et j'étais tellement occupé et entièrement concentré sur mon entraînement.". L'équipe a voyagé avec elle à Mumbai, Bengaluru, et Delhi où elle et d'autres athlètes ont été officiellement présenté en tant qu'athlètes participants aux Jeux Olympiques par le premier ministre. Le tournage a commencé quelques mois avant les Jeux Olympiques, en août 2016 et s'est achevé 7 mois après la fin des JO.

## Réception
John Stanley de la World Archery Federation a déclaré que c'était "court, mais que c'était une œuvre magnifiquement filmée qui utilise le cadre des Jeux de Rio pour emmener le spectateur a travers la remarquable carrière de Deepika."
Suhani Singh de India Today pense que le documentaire se concentre "plus sur les origines de Kumari que sur ses exploits impressionnants sur le champ de tir.". 
Une critique de l'Indo-Asian News Service explique : "Nous n'avons jamais eu l'occasion de connaître les sentiments de Deepika tandis qu'elle luttait contre les préjugés de genre et ses origines pauvres. C'est comme avoir un aperçu rapide du paysage en étant dans un train en mouvement."

## Récompenses
Le film a gagné une récompense au London Independent Film Festival, a été élu meilleur documentaire au New York Film Festival et a été élu film le plus inspirant au LA Film Festival. En 2017, il est diffusé à l'Evolution Mallorca International Film Festival. 